# Kanton Sainte-Croix-Volvestre
Der Kanton Sainte-Croix-Volvestre war bis 2015 ein französischer Wahlkreis im Département Ariège und in der Region Midi-Pyrénées. Er umfasste zwölf Gemeinden im Arrondissement Saint-Girons; sein Hauptort (frz.: chef-lieu) war Sainte-Croix-Volvestre. Die landesweiten Änderungen in der Zusammensetzung der Kantone brachten im März 2015 seine Auflösung.

## Gemeinden
| Gemeinde                 | Einwohner (Stand: 2022) | Code postal | Code Insee |
| ------------------------ | ----------------------- | ----------- | ---------- |
| Bagert                   | 41                      | 09230       | 09033      |
| Barjac                   | 43                      | 09230       | 09037      |
| Bédeille                 | 76                      | 09230       | 09046      |
| Cérizols                 | 140                     | 09230       | 09094      |
| Contrazy                 | 71                      | 09230       | 09098      |
| Fabas                    | 353                     | 09230       | 09120      |
| Lasserre                 | 252                     | 09230       | 09158      |
| Mauvezin-de-Sainte-Croix | 52                      | 09230       | 09184      |
| Mérigon                  | 113                     | 09230       | 09190      |
| Montardit                | 223                     | 09230       | 09198      |
| Sainte-Croix-Volvestre   | 652                     | 09230       | 09257      |
| Tourtouse                | 165                     | 09230       | 09313      |